# اسکات وایزمن
اسکات نایجل کنت وایزمن (انگلیسی: Scott Nigel Kenneth Wiseman؛ زادهٔ ۹ اکتبر ۱۹۸۵) بازیکن فوتبال اهل بریتانیا است.